# Mirko Tomassoni

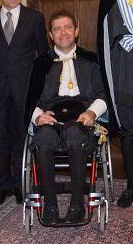
Mirko Tomassoni 2007 in der US-amerikanischen Botschaft in San-Marino

Mirko Tomassoni (* 24. April 1969 in San Marino) ist ein san-marinesischer Politiker. Er war zusammen mit Alberto Selva vom 1. Oktober 2007 bis 1. April 2008 Staatsoberhaupt (Capitano Reggente) von San Marino.

## Leben
Tomassoni ist seit 1994 Angestellter der Zivilpolizei (Polizia Civile). Als Folge eines Verkehrsunfalles ist er seit 1999 auf einen Rollstuhl angewiesen. Er gründete 2004 die Vereinigung Attiva-Mente, die sich für die Belange von Behinderten einsetzt. Tomassoni ist als Sportschütze mit dem Luftgewehr aktiv, 2015 vertrat er San Marino beim Weltcup. 2015 wurde er zum Vorsitzenden der san-marinesischen Sektion der International Police Association (IPA) gewählt.
Tomassoni ist verheiratet und Vater einer Tochter, er lebt in Montegiardino.

## Politik
Tomassoni war mehrere Jahre lang Mitglied im Gemeinderat (Giunta di Castello) von Montegiardino. Bei der Parlamentswahl 2006 wurde er als Unabhängiger auf der Liste des Partito dei Socialisti e dei Democratici in den Consiglio Grande e Generale, das Parlament von San Marino, gewählt. Er wurde Mitglied im Gesundheitsausschuss und vertrat San Marino bei der Interparlamentarischen Union (IPU). Für die Periode vom 1. Oktober 2007 bis 1. April 2008 wurde er gemeinsam mit Alberto Selva zum Capitano Reggente gewählt.
Bei der vorgezogenen Parlamentswahl 2008 zog er erneut auf der Liste der PSD ins Parlament ein. Er wurde Mitglied im Innenausschuss und war erneut Delegierter bei der IPU.
Bei der Wahl 2012 kandidierte er wieder auf der Liste des PSD, verfehlte den direkten Einzug ins Parlament, rückte jedoch für einen der PSD-Minister, deren Parlamentsmandat während ihrer Amtszeit ruht, ins Parlament nach. Er war wie in der vorigen Legislaturperiode Mitglied des Innenausschusses und Delegierter bei der IPU. Im Januar 2014 erklärte er seinen Rücktritt, für ihn rückte Michele Muratori in den Consiglio Grande e Generale nach.
Bei der Wahl 2017 zog er wieder ins Parlament ein, diesmal auf der Liste der Sinistra Socialista Democratica, die aus einer Vereinigung der Sinistra Unita und anderer linker Gruppen hervorgegangen war. Er wurde Mitglied des Gesundheitsausschusses und Leiter der san-marinesischen Gruppe bei der IPU.